# اهوار جنوب عراق
اهوار جنوب عراق: پناهگاه تنوع زیستی و مناظر طبیعی شهرهای بین‌النهرین یکی از میراث جهانی یونسکو است که در جنوب عراق واقع شده‌است.
در حال حاضر اهوار از هفت مکان شامل سه شهر با منشأ سومری و چهار منطقه تالابی از مرداب‌های بین‌النهرین تشکیل شده‌است:
1. هورالعظیم
2. نیزارهای مرکزی
3. هور حمار شرقی
4. هور حمار غربی
5. شهر باستان‌شناسی اوروک
6. شهر باستان‌شناسی اور
7. سایت باستان‌شناسی اریدو